# Кубинское ханство
Куби́нское ханство (Губинское ханство) (азерб. Quba xanlığı / قوبا خان‌لیغی) (к. XVII — нач. XIX вв.) — феодальное государство, располагавшееся на севере современного Азербайджана и в южной части Дагестана. В 1765 году в состав ханства было включено Дербентское ханство.
Согласно БРЭ первоначальной столицей ханства являлся город Губа́. По другим данным — город Худат. 

## География
На западе граничило с Шекинским ханством и дагестанскими феодальными образованиями, на юге с Бакинским и Шемахинским ханствами.
Н.Ф. Дубровин отмечал, что кубинцы сами разделяли своё ханство на две части: одну, заключённую между реками Самуром и Кудиялом, они называли Лезгистаном, а другую, от Кудияла далее в горы — Туркистаном.
Путешественник Маршалль фон Бибирштейн в конце XVIII века писал о Кубе:

Кубинское ханство заключает в себе часть Ширвана, находящуюся между Рубас и Ата-чаем, то есть кроме части гор до границ с Лезгистаном, главным образом, прекрасную и плодородную равнину… Оно бесспорно самое лучшее и более населённое из мелких государств Ширвана. Куба, её столица, представляет собой маленький город, укреплённый восточным способом — стеной, фланкированной башнями. Жители этого округа имеют воинственную репутацию.

## Столица
Резиденцией кубинских ханов вначале были крепости Худат и Кулахан. По свидетельству автора XVIII века М. Чулкова, Худат был многолюдным, «изрядным и весёлым», в то время как, по другим данным, он представлял собой слободу, где Гусейн-хан построил крепость.
Согласно И. П. Петрушевскому, с 1735 года резиденцией ханов стал вновь основанный город Куба. В заметке, напечатанной в «Кавказском календаре» на 1847 год, однако, приводится иная дата переноса столицы из Худата в Кубу: «Гусейн Али-хан кубинский в 1747 году перенёс город на то место, где он находится теперь, на левом берегу речки Кудьял».
Один из русских чиновников писал: «Куба лежит на правом берегу Кудьял или Деличая, укреплена Фатали-ханом с трёх сторон рвом и стеной из нежжённого кирпича, а с последней стороны защищается тенистым берегом реки».

## История

### Происхождение династии

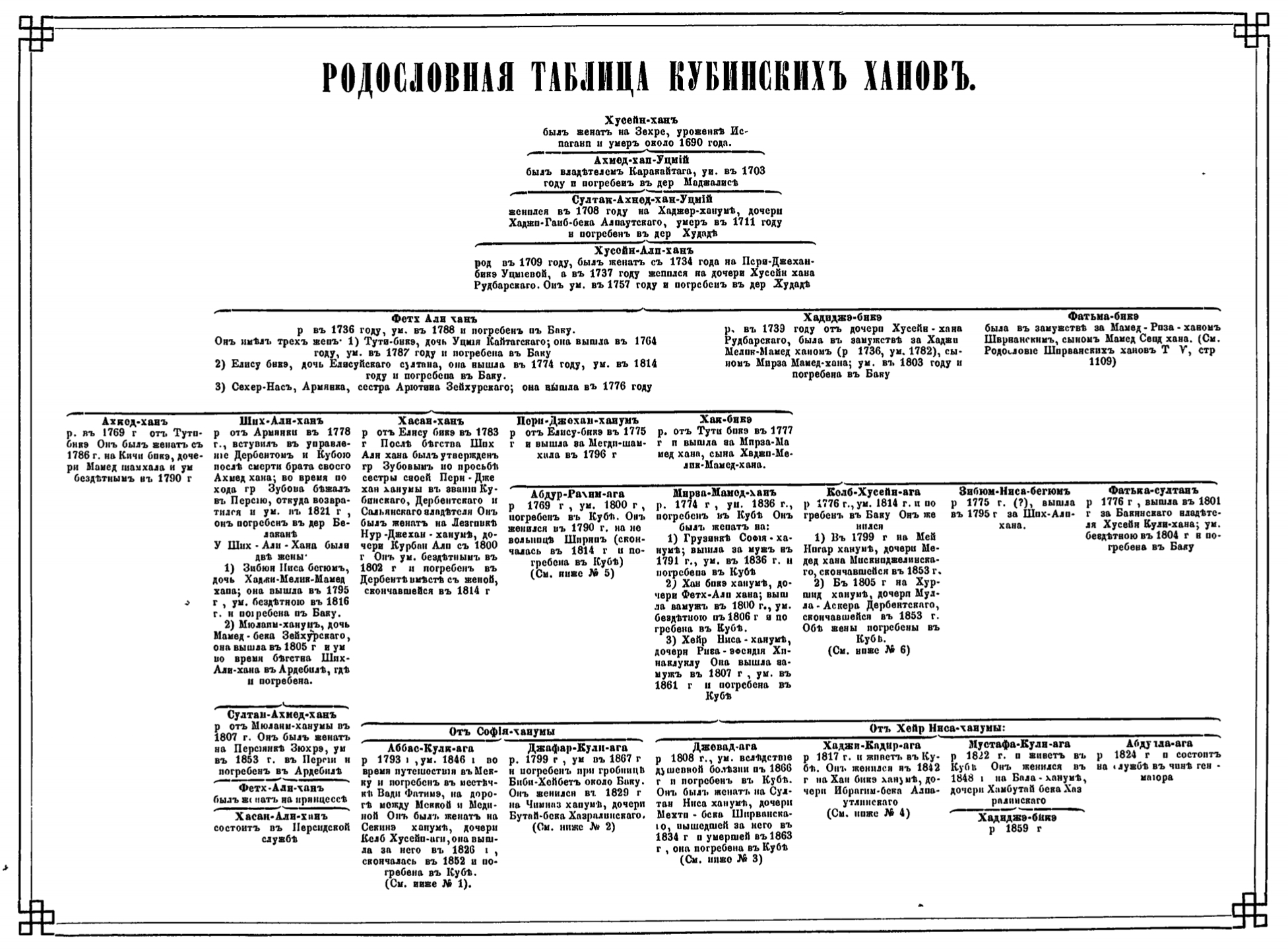
Родословная кубинских ханов, согласно АКАК.

Династия кубинских ханов происходила из маджалисской ветви кайтагских уцмиев, а родословную последних в литературе принято связывать с арабами-курайшитами. Впрочем, в русских источниках с XVII века данная династия или отдельные уцмии Кайтагские фигурировали так же правителями и кумыков, а свою землю их послы именовали «Кумыкской землей». Язык самих уцмиев в XIX веке упоминался тюркским или «татарский, с турецким помешанным». Язык «турецкий с татарским помешенным» обозначался по отношению к кумыкскому языку, впрочем, один из диалектов кумыкского языка и по ныне называется «кайтагским».
В результате возникшего раздора младшая янгикентская (великентская енги-кентская) ветвь истребила всю старшую маджалисскую, за исключением малолетнего Гусейн-хана. Мальчика спас, согласно А. Бакиханову, один из его приближённых по имени Айде-бек, а по Алкадари — молочный брат. Спаситель повёз Гусейн-хана к тогдашнему шамхалу.
По достижении своего совершеннолетия Гусейн-хан отправился в Персию. Некоторое время он гостил в сальянском Рудбаре у тамошнего казия и сошёлся браком с его дочерью, которая родила ему девочку, ставшей родоначальницей рудбарских и сальянских султанов. Аналогично рассказывает и Алкадари, расходясь с Бакихановым в деталях. По версии Алкадари, достигший совершеннолетий Гусейн-хан перебрался от шамхала в Сальянское владение и поселился в местности Рудбад в доме казия и женился на его дочери, при этом Алкадари приводит имена последних — Ахунд Молла-Магомед и Хадиджа-бегим.
Находясь в Персии, Гусейн-хан женился на уроженке Исфахана, дочери богатого вельможи Зухре-ханум из тюркского племени каджар, от брака с которой у них родился сын Ахмед-хан, ставший основателем династии кубинских ханов. Касательно Гусейн-хана, то персидский шах «назначил его кубинским и сальянским ханом». Его внук Гусейн Али-хан в одном из своих указов называет своих умерших предков «благородными ханами, величайшими султанами, знаменитейшими, правителями».
Историк Кавказа, действительный член Академии наук, П. Г. Бутков (1775—1857) также связывал ханскую фамилию с кайтагскими уцмиями: «в Кубе издревли владели ханы из роду каракайтакских владельцов». Того же мнения придерживался и другой историк Кавказа С. Броневский, писавший об каракайдацких усмиях и о том что они владели Кубинским и Дербентским ханствами
.
Российский историк, этнограф Иван Шопен касаемо происхождения кубинских ханов отмечал: «Родоначальникомъ ея былъ Агметъ-Ханъ Усми-Кайтакский».
Российский и советский востоковед, историк и один из основателей российской школы востоковедения В. В. Барто́льд, развивая кайтагское происхождение кубинских ханов, писал: «Около середины XI в. (ок. 1640 г.) часть кайтаков отделилась от своих соплеменников и переселилась в районы, расположенные к югу от Дагестана. Вождю выселившихся, Хусейн-хану удалось основать для себя новое княжество в Салиане и Кубе. Из этой ветви кайтаков вышел Фатх-Али-хан, правитель Кубы и Дербента».
Тех же взглядов придерживаются и современные авторы, в частности азербайджанский историк доктор исторических наук, профессор Тофик Мустафазаде. Во времена шаха Аббаса II и его сына Сефи II (Сулеймана II) кайтагским уцмиям были пожалованы некоторые земли в Ширване, и управление над ними наряду с денежным довольствием. От Сефи II Хусейн-хан получает под управление Кубу и Гулхан и также звание хана.
В русскоязычной литературе XIX века встречаются и нетрадиционные версии происхождения ханского дома. По этой версии, кубинские ханы имели местное происхождение. Согласно «Обозрения Российских владений за Кавказом», изданному в 1836 году, родоначальником фамилии последних кубинских ханов был Лезги-Ахмед. О происхождении последней династии кубинских ханов от Лезги-Ахмеда упоминал и российский востоковед, заслуженный профессор Петербургского университета И. Н. Березин: так, в своём труде "Путешествие по Дагестану и Закавказью" он отмечает, что "Кубинское Ханство принадлежитъ къ числу новейшихъ в Дагестане; Персидские государи имели здесь своихъ правителей носившихъ титулъ Хановъ. Послѣдняя династія Кубанскихъ Хановъ происходила отъ Лезги-Ахмеда, который для своего пребыванія выстроилъ укрѣпленіе Худатъ (нынѣ станція)...". П. К. Услар также говорит, что родоначальник «некто Лезги-Ахмед», но добавляет: «по преданию, он был из фамилии уцмиев, переселился в Карчаг, и, потом, в Персию, откуда возвратился в звании правителя края в Худат».
Дагестанская исследовательница Фатимат Полчаева делает вывод, что в Кубинском ханстве одновременно существовало две династии правителей: ставленники шаха и выбранные местными жителями.

### Гусейн-хан и Ахмед-хан
Собрав войско, Гусейн-хан в 1100 году хиджры (у Бакиханова 1689 год, у Алкадари — 1688 хр. эры) совершил поход в Кайтаг и «овладел своим наследственным усмийским владением Башли». Затем тогдашний уцмий Алисултан собрал войско численностью в 30 тысяч человек. Здесь рассказ Бакиханова и Алкадари различаются в деталях, хотя Алкадари обращался к труду Бакиханова. В версии Бакиханова сказано, что уцмий собрал войско «из разных горских народов», а Алкадари пишет так: «…Али-Султан уцмий бежал оттуда к шамхалу, сообщил и остальным старейшинам Дагестана о происшедшем, собрал у них до тридцати тысяч войска…». С этим войском Алисултан отвоевал Башлы, а Гусейн-хан был вытеснен в Кубу, где и скончался.
В одном сочинении неизвестного автора, составленном на арабского языке и переписанном в 1850 // 1851 году, говорится:
Затем царь рафизитов послал с войсками [другого] эмира, по имени Хусайн-хан, во время [правления] Алисултана-усуми, который [также] занимался подкупом: [это было] в тысяча сотом (1688-89) году. Тот (Хусайн-хан) пошёл с войсками на город Баршли, захватил его и обосновался в нём. Алисултан-усуми собрал своё войско числом в тридцать тысяч [воинов] и вёл ожесточённые сражения с рафизитами, которых изгнал из города Баршли. Рафизиты обратились в бегство, и мусульмане предавали их мечу, уничтожили огромное число их, и текла кровь рафизитов рекой.
По словам Р. М. Магомедова, Гусейн-хан своего сына Ахмед-хана назвал в честь предка Ахмеда. Скончался он около 1690 года.
После смерти отца Ахмед-хан при помощи кубинцев и своих сторонников в Кайтаге завоевал Башли и стал уцмием. Тогдашний уцмий Амир-Хамза бежал в верхние магалы и согласно хронографу, обнаруженному в селении Кишша Дахадаевского района Дагестана, скончался в 1122 году (1710-1711 годы). После его смерти Ахмед-хан (сын Уллубий-уцмия и внук Рустам-хана, либо сын Амир-Хамзы) собрал войско и завладел Башлы и частью Кайтага. Ахмед-хан (сын Гусейн-хана) отправился в Маджалис и там, в своём собственном доме, он был убит одним из нукеров по указанию Ахмед-хана (сына Уллубий-уцмия). В одном источнике XIX века датой смерти Ахмед-хана Уцмия указан 1703 год и сказано, что он похоронен в деревне Маджалис.

### Султан Ахмед-хан

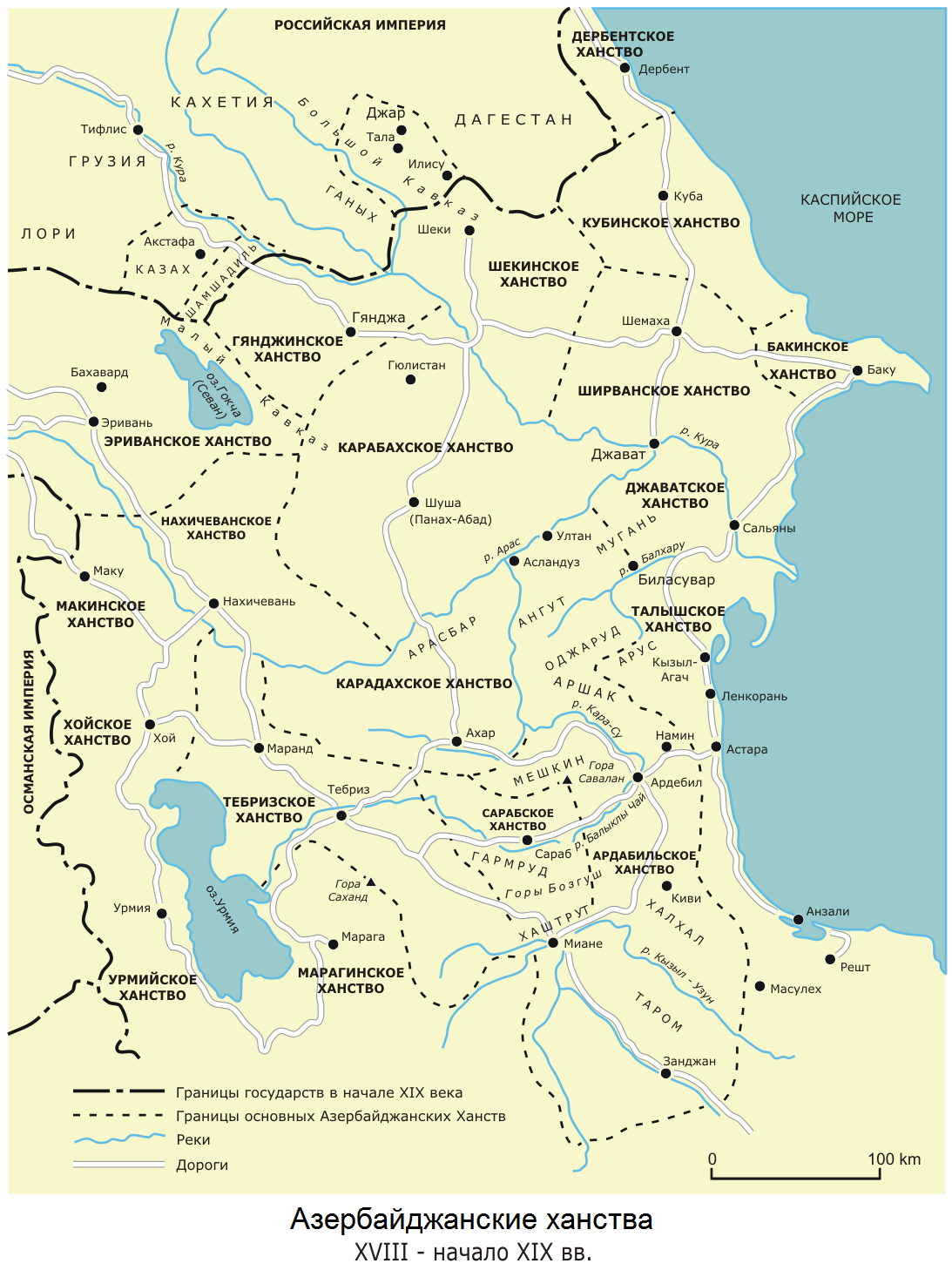
Азербайджанские ханства, XVIII — начало XIX вв.

В 1711 году на Восточном Кавказе вспыхнуло восстание против шахского владычества, которое приобрело форму религиозной борьбы суннитов против шиитов. Отряды одного из предводителей восстания Хаджи-Давуда, вступив в Кубинское ханство, осадили и взяли крепость Худат. Кубинский хан Султан-Ахмед-хан, являвшийся шиитом, и все члены ханского дома были убиты. Приверженцам Султан Ахмед-хана удалось спасти лишь его малолетнего сына Гусейн Али-хана. Как сообщает А. Г. Серебров, служивший приставом при Шейх Али-хане в конце XVIII века, Султан Ахмед-хан

…сей отцом жены своей, кубинским беком Аджи наибом, был убит с намерением присвоить власть его, но в оной не допустил убитого родственник, владетель Сурхай хан казыкумыцкий, а принял правление ханское на себя. У убитого остался сын малолетний, Гусейн Али, который в то несчастное отцу его время взят тайно преданными отца его чиновниками и в деревне Таирджар, в вершинах Самура лежащей, воспитался.

П. Г. Бутков видит причину этих событий в том, что Султан Ахмед-хан принадлежал к шиитам, «а тесть его отец жены кубинский бек Аджи-Али к омаровой (то есть суннитам — прим.), от сего родилось между ними несогласие, то есть тесть убил зятя, а Худат от бунтовщиков разорён и Сурхаем введён в управление сей области».

### Эпоха Фатали-хана
В 1758—1789 во главе ханства стоял Фатали-хан (1736—1789) объединивший вокруг Кубинского ханства всю прикаспийскую территорию до Ардебиля на юге: Дербентское, Бакинское, Ширванское ханства.. Он осуществил меры для укрепления ханства проведя ряд реформ.

В 1759 году Дербент перешел к Кубинскому ханству. В 1767 году Фатали-хан присоединил Баку к ханству. Следом, в 1768 году было присоединено Шамахинское ханство.
В 1774 году в связи со вторжением кайтагского уцмия и захватом Кубы Фатали-хан был вынужден бежать в Сальяны. В 1775 году посольство Кубинского ханства обратилось к русскому правительству с просьбой о покровительстве. Русские войска, направленные в помощь Фатали-хану, оставались здесь до 1777 года.
С просьбой о помощи к России Фатали-хан обращался и позднее, в 1783 и 1787 годах. В 1787 Фатали-хан заключил с грузинским царём Ираклием II союз, направленный против Ирана.
В 1789 году Фатали-хан умер. Сменившие его сыновья не смогли сохранить прочность созданного их отцом государства. Ханства, подвластные Кубе, стали отделяться.
Кубинское ханство во второй половине XVIII века было вассалом Аварского ханства, и выплачивало последнему дань

### Вхождение в состав России
В начале 1790-х годов созданное Фатали-ханом государство начало распадаться. В 1806 году Кубинское ханство вошло в состав Российской империи. Однако после устранения Шейхали-хана Куба некоторое время (1808—1810) официально именовалась ханством; ею управлял диван (совет) из четырёх «почётнейших беков», председатель которого Хаджи-бек именовался наибом (наместников). На него возлагались «внутреннее управление и собирание доходов под ведением штаб-офицеров». В июле 1809 года по просьбе членов Совета во главе «временного управления» в качестве наиба был поставлен Мирза Мамед-хан (отец известного азербайджанского писателя и учёного Аббас-Кули-Ага Бакиханова). После усмирения в 1810 года волнений в Кубинской провинции, председателем Совета был назначен царский штаб-офицер, являющийся комендантом крепости Кубы. По Гюлистанскому мирному договору 1813 года Персия признала переход Кубинского ханства под власть Российской империи.
Нахождение бывшего ханства в составе Российской империи было не беспроблемным: в 1837 году в ответ на вытеснение с исконных земель и поборы вспыхнуло Кубинское восстание.

## Государственное устройство
Родоначальник рода кубинских ханов Гусейн-хан, находясь в Персии, принял шиитское направление ислама, которого придерживались и его потомки. В Кубинском ханстве все дела решались духовным судом по шариату. В объяснительной записке к Проекту положения сотрудника МИД Н. В. Ханыкова «о мусульманском духовенстве Алиева учения» от 1849 года давалось описание духовного сословия ханства:
В суннитских ханствах Закавк. края, большею частью ханы сами управляли духовными лицами, и в одном только Кубинском ханстве был верховный кадий, власти коего, хотя очень непрочно, подчинялись все приходские муллы и от коего зависело возводить их в высшие духовные должности; он же был в то же время главный судья в ханстве и назначал с утверждения хана известных ему лиц в должности местных кадиев; вместе с тем он имел в своём заведовании все мечети и молельни ханства, располагал церковными доходами и расходами, давал окончательные судебные приговоры и наказывал сам духовных за маловажные преступления, обращаясь в более важных случаях с просьбою о том к хану. Шиитское духовенство Кубинского ханства иногда имело своего отдельного начальника, пользовавшегося правами и преимуществами суннитского верховного кадия, большею же частью зависело от сего последнего, что немало способствовало к увеличению вражды между последователями обеих сект, из коих слабейшие, т.е. шииты, должны были подчиняться решению духовного начальника сильнейших.
Зависимость кубинских ханов от центральной власти Ирана была чаще всего номинальной. Хан обладал высшей законодательной, судебной и исполнительной властью. Характеризуя кубинского хана, И. Березин писал, что это было «лицо совершенно самовластное… он мог, никого не спрашиваясь и никому не давая отчёта, казнить и миловать, гнать и жаловать всех и каждого без различия званий. Хан сосредоточивал в своих руках всю исполнительную и судебную власть, даже по делам, подлежащим суждению „шариата“ духовного закона». В ханстве имелся диван или совет хана, являвшийся совещательным органом, созываемый ханом. Среди ханских сановников первым лицом считался визирь. Расходной частью ханской казны ведал «хазинэ агаси». Ближайшими помощниками хана были главные назиры. Финансовое ведомство, как и в других ханствах, возглавлял сановник, называемый «серкер-али». Личным хозяйством хана управлял «эшиг-агаси». В Кубинском ханстве на «эшиг-агаси» также возлагалась охрана торговых путей и строительство караван-сараев.
В административном отношении Кубинское ханство было разделено на семь магалов: Кубинский, Руставский, Будугский, Хиналугский, Бармакский, Мишкурский, Сааданский. Хиналугский магал (с центром в с. Хыналыг) находился в составе Кубинского ханства со второй половины XVIII века. Документ от 1810 года сообщает о следующих социальных категориях в Хиналугском магале: бек (магальный наиб, назначавшийся ханом), 6 ахундов, 6 мулл, 5 юзбашей и 19 нукеров.

## Экономика
В Кубинском ханстве выделывалось большое количество разнообразного оружия. В деревнях Ерфи и Кулых, в частности, изготовляли сабли, кинжалы и пр.. Широко было развито товарное земледелие и ковроткачество. Значительная часть из производимых в домах крестьянок ковров поступала на продажу или на рынок, или в виде налогов. В ханстве выращивались гранаты, миндаль, инжир, слива, яблоки, груши, виноград, арбузы, дыни и пр.; также культивировался шафран.
Кубинское ханство поддерживало тесные торгово-экономические связи с ближайшими соседями. Оно экспортировало в Россию марену и ковры; в Баку привозилась пшеница, ячмень, марена, ковры, суконные шали, дрова и строительные материалы. Из Баку и Дербента в ханство ввозились соль и нефть, из Шеки и Шемахи различные ткани, из России и Мазандарана — железо, из лезгинского селения Куруш (на территории нынешнего Дагестана) — свинец, из Тбилиси — медь и т. д..

## Население

### Численность
По свидетельству Маршалла фон Биберштейна Кубинское ханство было «бесспорно самым лучшим и наиболее населённым». В середине XVIII века в Кубинском ханстве (без Сальяна) насчитывалось немногим более 100 селений с 30 тыс. жителей. Ф. Ф. Симонович сообщает о наличии в ханстве в 1796 году 288 деревень с общим числом 6425 домов. Касаясь Кубы, то он писал, что в городе было 600 домов, в то время как в рапорте В. А. Зубова от того же года говорится, что в Кубе насчитывалось до 2 тыс. домов и 7 тыс. жителей. По данным И. П. Петрушевского, в Кубинском ханстве на 1796 год (без Дербента, Сальяна и других владений) числилось уже 252 селения и до 60 тыс. жителей.

### Этнический состав
В Кубинском ханстве был довольно пёстрый этнический состав. По своему географическому положению оно делилось на равнинную и горную части. В равнинной части преобладали азербайджанцы и таты, а в горной части частично жили лезгины, а также хыналыгцы, крызы, будуги, удины.

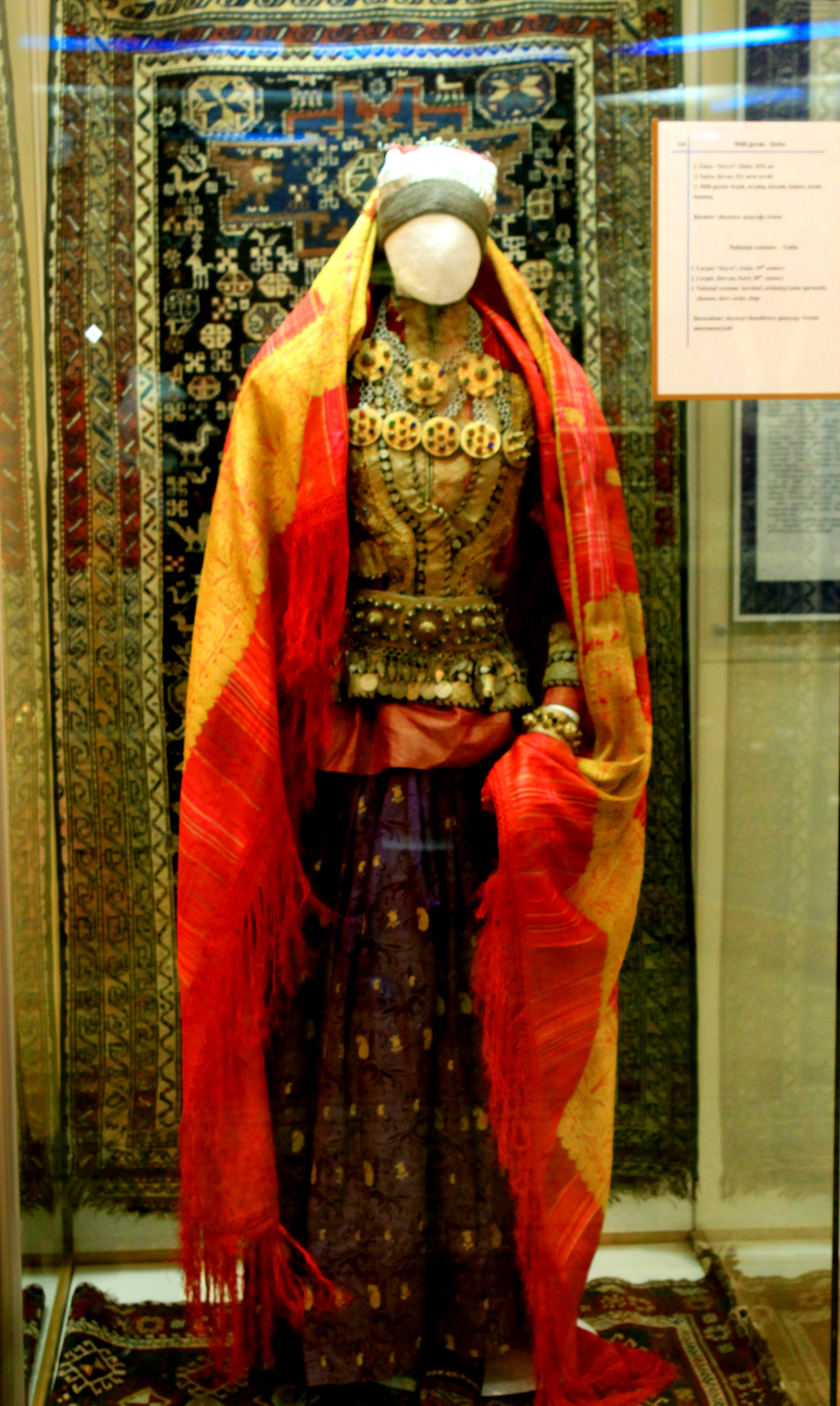
Одежда жительницы Кубинского ханства. Музей истории Азербайджана, Баку

По сообщению российского историка, академика Н. Ф. Дубровина во всех ханствах Восточного Закавказья преобладающим населением являлись азербайджанцы. Также про население Кубинского ханства Н. Ф. Дубровин отмечал, что «Кубинцы сами разделяли своё ханство на две части: одну, заключённую между реками Самуром и Кудиялом, они называли Лезгистаном, а другую, от Кудияла далее в горы — Туркистаном. Из этого видно, что часть населения принадлежит к выходцам из Дагестана, а другая к татарскому племени. Кроме того, в ханстве поселилось много потомков монголов, известных здесь под именем муганлинцев».
И. Г. Гербер, отмечал следующее касаемое местных азербайджанцев. Говоря про население например Мушкурского уезда он писал, что оно «происходит от древнейшего местного населения, называвшегося албанцами. Поэтому нижеследующий' текст И. Г. Гербера приобретает особенный интерес: «Они говорят, - пишет он, - по-турецки смешанно с татарским и содержат везде магометанский закон по сунской секте. Прежде сего назывались они аваганами,...».
Лезгины считали себя коренным народом (в  источнике первые обитатели), а татар почитают пришельцами.
Ф. Ф. Симонович писал: «Народ Кубинского владения происходит с дербентским от одних поколений и секты Алиевой, изъемля Юхарибаш и Кубинский Дагестан, причисляющих к дагестанским татарам, исповедующим магометанскую веру секты Алиевой и Сунинской».
Историк Кавказа Семён Броневский отмечал: «Кубинцы живущие в деревнях, по рекам Самуру, Кузару и Кудиалу лежащих, или собственно в Кубинском округе, есть коренной народ сей земли; говорит наречием Тюркю, исповедует Магометанский закон секты Омаровой».
При Фатали-хане в Кубинское ханство на постоянное местожительство переселялись значительные группы крестьян, ремесленников и даже некоторые феодалы из Гиляна, Ардебиля, Мугани и других местностей.
Например, после покорения Сальянов в 1759 году, Фатали-хан переселил в ханство из Муганской степи несколько шахсевенов. В одном из источников есть следующее о шахсевенах: «Шайсевен Таваби Магомед-хан… с народом своим шайсевеном поселился из Ердевиля с позволения Фатали-хана в Шабране и Мускюре, составляя следующие деревни: Баиндурли, Чаемагли, Хисун, Чагатай, Хайдчили, Кормандали, Гебели, Устадчали, Кеуладаели и другие, с их кроме положенной своему господину и Кубинскому хану собирается подать». По сообщению русского офицера Сереброва в эпоху правления Фатали-хана население Кубинского ханства увеличилось за счёт переселенцев из Персии (южных азербайджанских ханств).
Согласно Гаси Абдуллаеву, Кубинское ханство было населено азербайджанцами а в горах жило небольшое число лезгин.
Вследствие военных действий в Шемахе Фатали-ханом на территорию ханства было переселено 400 семей шемахинцев.
Советско-российский востоковед А. П. Новосельцев, касаясь характера объединённого Дербентско-Кубинского ханства Фатали-хана, отмечал, что ханство этого периода вряд ли правильно считать азербайджанским, поскольку «основная часть его подданных была представлена лезгинами и прочими дагестанскими народами, да и главной его резиденцией был Дербент». Согласно современнику событий Абул-Хасан Голестане, на службе у Фатали-хана находилось 10 тыс. туфенгчи из «лезгинских молодцов (джаванан-е лазги)». Противоположного мнения придерживались дагестанские исследователи С. С. Агаширинова и С. О. Хан-Магомедов, считавшие, что Кубинское ханство не являлось лезгинским по своему характеру. С. С. Агаширинова являющаяся лезгинкой по происхождению, наоборот, указывает, что лезгины не были в ханстве преобладающей по численности народностью. С. О. Хан-Магомедов также отмечал, что лезгины не являлись здесь главенствующим народом.
Также в труде «Утверждение русского владычества на Кавказе» отмечалось, что кюринцы, то есть лезгины, составляли половину населения Кубинского ханства: «…населеніе ханства, на половину дагестанскаго (кюринцы), на половину татарскаго происхожденія, съ небольшою примѣсью татовъ, армянъ и евреевъ…».
Лезгиноязычное население ханства были свободны от податей и повинностей и часто пользовались от хана подарками, потому что будучи воинственного духа, они составляли всегда опору ханов при раздорах с соседями.
В Кубинском ханстве имелась крупная община горских евреев. По свидетельству академика С. Г. Гмелина, на окраинах Кубы жили евреи [горские евреи], занимавшиеся в основном торговлей: «По ту сторону реки.. находится пространная слобода, в которой по большой части живут только одни жиды. По сю сторону близ города есть несколько армянских изб». В первой половине XVIII века во время военной кампании Надир-шаха в Восточном Кавказе еврейскому населению был нанесён значительный ущерб. Захватив в 1731 году селение Кусары, он обратил всех оставшихся евреев в ислам. В ходе нашествия Надир-шаха были разрушены или уничтожены несколько поселений горских евреев. Спасшиеся от разгрома, они поселились в Кубе́ под покровительством Гусейн Али-хана. В 1799 (или 1797) году оставшиеся в живых после погрома, учинённого Сурхаем-ханом Казыкумухским, в Дербент переселились евреи Аба-Сова.
В Мюшкюре население частично состояло из арабов. В селении Карачи проживали цыгане, а в селениях Кальвар и Хачмаз — армяне. В 1739 году в Кубинское и Дербентское ханства была переведена небольшая группа тюркоязычного племени сор-сор (или сур-сур).

## Список кубинских ханов
- Гусейн-хан (1680—1690)
- Султан Ахмед (1694—1711)
- Хаджи-Давуд (1722—1728)
- Сурхай-хан I Казикумухский (1728—1734)
- Гусейн-Али-хан (1734—1758)
- Фатали-хан (1758—1789)
- Ахмед-хан (1789—1791)
- Шейхали-хан (1791—1806)
- Мирза Мухаммад-хан II (1809—1810)

### Комментарии
1. ↑  В Азербайджане существуют несколько населённых пунктов с таким названием: с. Кёгна-Худат и Кёхне-Худат Казмалар[англ.] в Гусарском районе; с. Кёхне-Худат[англ.] и город Худат в Хачмазском районе, а также с. Калей-Худат в Губинском районе.
2. ↑  Рудбари — округ в Сальянском султанате. Под таким названием известны город и ряд деревень в Иране, а также одно из селений Мерва, около Джиранджа.